# Курганский завод дорожных машин

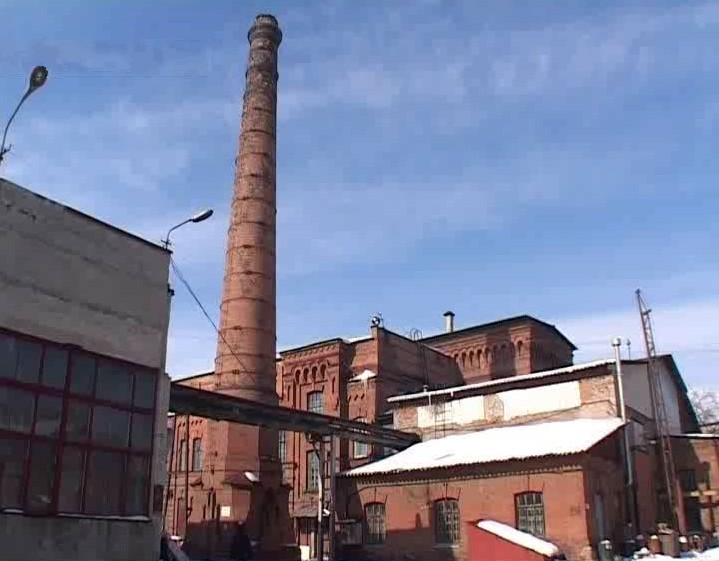
Здание, где располагался завод до 2015 года, г. Курган, ул. Урицкого, 36.

Изображение товарного знака, знака обслуживания, действовавшего в 1963—2018 годах.

АО «Курганский завод дорожных машин» (АО «Кургандормаш», КЗДМ) — машиностроительное предприятие России, занимающееся производством дорожно-строительной и коммунальной техники.

## История завода
В 1941 году в город Курган был эвакуирован «Кременчугский завод дорожных машин» из города Кременчуг (Полтавская область, Украинская ССР). В начале ноября 1941 года завод вошёл в подчинение Наркомата миномётного вооружения и получил литерный номер 761. Во время Великой Отечественной войны завод работал для нужд армии: с декабря 1941 года выпускал огнемёты системы В. Н. Клюева (Ранцевый огнемёт РОКС-3). В 1942 году завод получил задание на выпуск бензоцистерн и автотопливозаправщиков БЗ-42 на шасси ГАЗ-ААА для заправки горючим самолётов. Всего было освоено 10 видов продукции: бензоконтейнеры, огнемёты, детали к орудиям и снаряды к гвардейскому реактивному миномёту «Катюша».
После войны завод перешёл в подчинение Министерства строительного и дорожного машиностроения и стал основным производителем топливозаправщиков, автогудронаторов, битумовозов в стране. Первоначально данную технику выпускали для Вооруженных Сил СССР, а позднее стали производить технику гражданского назначения. Марку «Кургандормаш» хорошо знают не только в Российской Федерации, но и за её пределами. Продукция завода известна в 50 странах мира: Чили, Аргентина, Индия, Китай, Сирия, Ирак, Польша, Сербия, Конго, Мали и другие.
В декабре 1992 года завод преобразован в акционерное общество.
Переезд «Кургандормаша» из центра города на территорию бывшего предприятия «Курганприбор-А» начался в 2013 году. Для развития производства предприятию не хватало площадей. Завод располагался в цехах, которые были разбросаны по всей территории, их площадь составляла 8 тыс. м². После переезда у предприятия стало 18 тыс. м². Всё производство организовано под одной крышей, что существенно снизило затраты завода. Полностью перенос мощностей закончился в 2015 году.

## Директор
- 1941—1947 Маркин Александр Анисимович
- 1947—1950 Мордвинов В. И.
- 1951—1957 Тютин А. А.
- 1957—1969 Аврин Б. А.
- 1969—1972 Богодухов С. Г.
- 1972—1973 Иванов В. А.
- 1973—1997 Кригер Михаил Ананьевич
- 1997—2001 Третьяков Александр Петрович
- 2004—2005 Багрецов Николай Дмитриевич
- 2005—2006 Барышников Владимир Васильевич
- 2006—2010 Власов Николай Степанович
- 2010—2012 Токарев Юрий Леонидович
- 2012 — январь 2017 года Лисицын Александр Николаевич
- С 30 января 2017 года Федулов Михаил Владимирович